# Hugo Vaníček
Hugo Vaníček (26. října 1906, Bystřec – 13. dubna 1995, Stará Boleslav) byl český katolický kněz, důstojník duchovní služby československé armády. Patřil mezi první dobrovolníky, kteří se v létě 1939 přidali k rodícímu se odboji. V té době byl členem jezuitského řádu. Působil přímo na frontě, účastnil se obléhání Dunkerque. V roce 1946 se stal vojákem z povolání a z řádu vystoupil. Z armády byl však v roce 1949 vyhozen. V letech 1951 až 1953 byl internován v Želivi a Hájku.

## Život
Narodil se v zemědělské rodině na Orlickoústecku. Dva roky studoval na gymnáziu v Hradci Králové, poté tři roky na Velehradě. Roku 1923 odjel do Trnavy, kde nastoupil do noviciátu k jezuitům. Na konci 20. let studoval filosofii v Krakově. Poté byl po tři roky prefektem Arcibiskupského gymnázia v Praze. Ve studiu teologie pak pokračoval v Innsbrucku a Maastrichtu. Dne 15. srpna 1936 byl vysvěcen na kněze.
Rozhodl se působit jako misionář. V červenci 1939 se mu podařilo legálně odjet do Londýna, odkud měl po jazykovém kurzu cestovat dál do Severní Rhodesie. V září téhož roku byl však odveden a v listopadu odjel do Paříže, kde začal pracovat u Čs. národního výboru. O měsíc později už byl v Agde na jihofrancouzském pobřeží, kde byl zařazen k 2. pěšímu pluku. V roce 1940 byl přemístěn k 1. pěšímu pluku. Jako jediný duchovní odjel v červnu toho roku s divizní pěchotou na frontu.
Ještě v létě byl však evakuován do Velké Británie, kde nuceně zůstal po čtyři roky. Během této doby pro vojáky na cyklostylu vydal desítky českých knih z duchovní oblasti i beletrie. Na přelomu srpna a září 1944 odjel do Francie, kde se pak jako polní kaplan u 1. tankového praporu až do konce války účastnil obléhání Dunkerque.
V říjnu 1946 se stal vojákem z povolání a byl povýšen na štábního kapitána. V listopadu téhož roku vystoupil z jezuitského řádu. V květnu 1947 byl povýšen na majora. Již v létě následujícího roku byl však krátce vězněn za to, že zprostředkoval zatčeným vojákům odeslání necenzurovaného dopisu a setkání s manželkou. V roce 1949 za to byl odsouzen k podmíněnému trestu a propuštěn z armády.
Dne 10. července 1951 byl internován v koncentračním klášteře v Želivi, později v klášteře v Hájku. Do duchovní správy se mohl vrátit až 3. dubna 1953. Byl kaplanem či administrátorem v Ústí nad Labem, v Roudnici nad Labem a v Libčicích nad Vltavou. V dubnu 1995 zemřel v domově pro kněze ve Staré Boleslavi.
V roce 1995 byl in memoriam jmenován generálmajorem Armády České republiky.

## Ocenění
- Československý válečný kříž 1939 – za statečnost na frontě (28. října 1940)

## Dílo
Duch a síla, Nakladatelství Academia, 2012, ISBN 978-80-200-2124-3